# Jefferson (Georgia)
Jefferson ist eine Stadt im US-Bundesstaat Georgia und der County Seat des Jackson County. Sie hat 12.032 Einwohner (Stand: 2019).

## Geschichte
Jefferson wurde im Jahr 1800 gegründet. Im selben Jahr wurde der Sitz des Jackson County von Clarkesboro nach Jefferson verlegt. Jefferson wurde 1806 als Town und 1896 als Stadt gegründet. Die Stadt wurde nach Thomas Jefferson benannt.
Auf dem Stadtgebiet liegt die Motorsport-Rennstrecke Gresham Motorsports Park.

## Demografie
Nach der Schätzung von 2019 leben in Jefferson 12.032 Menschen. Die Bevölkerung teilte sich im selben Jahr auf in 79,7 % Weiße, 13,3 % Afroamerikaner, 1,9 % Asiaten und 1,3 % mit zwei oder mehr Ethnizitäten. Hispanics oder Latinos aller Ethnien machten 8,6 % der Bevölkerung aus. Das mittlere Haushaltseinkommen lag bei 58.451 US-Dollar und die Armutsquote bei 13,3 %.

## Söhne und Töchter der Stadt
- Brantley Gilbert (* 1985), Countrypopsänger